# Królik Bugs: Rycerski rycerz Bugs
Zbzikowany świat filmu Królika Bugsa (ang. Looney, Looney, Looney Bugs Bunny Movie, 1981) – amerykański film animowany będący kontynuacją bardzo popularnych kreskówek z serii Zwariowane Melodie.

## Obsada
- Mel Blanc –
  - Królik Bugs,
  - Kaczor Daffy,
  - Yosemite Sam,
  - Prosiak Porky,
  - Pepé Le Pew,
  - Speedy Gonzales,
  - kot Sylvester,
  - Tweety,
  - Rocky,
  - Mugsy,
  - różne role
- June Foray – Babcia
- Bea Benaderet – Babcia
- Stan Freberg –
  - Śpiewający Narrator,
  - Zły Wilk,
  - Thrzy Małe Świnki
- Frank Welker –
  - Narrator,
  - pies reporter,
  - adwokat Rocky’ego
- Ralph James – Narrator (materiał archiwalny)
- Frank Nelson – Szatan